# 알제리 리그컵
알제리 리그컵(아랍어: كأس الرابطة الجزائرية 리그 컵 _)은 알제리 축구 연맹이 주최하는 알제리 축구 대회이다. 이 대회는 1992년에 시작되었으며 당시에는 정규 대회가 아니었고 이 후 알제리의 3부리가 열리기 전에 중단되었으며, 그전까지는 1부 리그팀과 2부리그 팀이 경쟁했었다. 알제리컵어 취소로 20년 만에 다시 개최되었는데, 이번에는 알제리 리그 프로페셔널 1의 클럽팀만이 대회에 참가했다.